# Julian Grenfell, 3. Baron Grenfell
Julian Pascoe Francis St Leger Grenfell, 3. Baron Grenfell (* 23. Mai 1935 in London) ist ein Peer der Labour Party im House of Lords. Er ist bekannt für seine europafreundlichen Ansichten.

## Leben
Julian Grenfell ist der einzige Sohn des Pascoe Grenfell, 2. Baron Grenfell, aus dessen erster Ehe mit Elizabeth Shaughnessy. Er besuchte das Eton College und studierte am King’s College der Universität Cambridge, wo er 1959 mit dem Bachelor of Arts abschloss. 1959 wurde er Präsident der Cambridge Union.
Von 1954 bis 1956 diente er als Second Lieutenant des King’s Royal Rifle Corps (60th Rifles) in der British Army und wurde anschließend Reserveoffizier. 1957 wurde er zum Lieutenant befördert. 1958 wurde seine Regiment aufgelöst und seine Einheit als Queen’s Royal Rifles in die Green Jackets Brigade integriert. 1962 wurde er zum Captain befördert und 1965 schied er aus dem Militärdienst aus.
Von 1960 bis 1963 war er Moderator bei ATV (London), von 1963 bis 1964 freier Journalist. Er arbeitete von 1965 bis 1995 bei der Weltbank in New York und Paris. Von 1974 bis 1981 amtierte er als Special Representative der Weltbank bei der UNO.
Beim Tod seines Vaters erbte er 1976 dessen Adelstitel als Baron Grenfell, einschließlich des damit verbundenen Sitzes im House of Lords. Sein erster Redebeitrag im Parlament ist am 27. März 1985 verzeichnet. Er verlor seinen erblichen Parlamentssitz durch Inkrafttreten des House of Lords Act 1999 am 11. November 1999. Am 17. April 2000 wurde er mit dem Titel Baron Grenfell of Kilvey, of Kilvey in the County of Swansea, zum Life Peer ernannt, wodurch er wieder einen Sitz im House of Lords erlangte. Am 31. März 2014 schied er auf eigenen Wunsch hin aus dem House of Lords aus.
Er war von 2002 bis 2008 Principal Deputy Chairman of Committees und stellvertretender Speaker, Vorsitzender des Select Committee on the European Union und von 2003 bis 2007 Mitglied des Procedure Committee.
Baron Grenfell war Mitglied der folgenden parteiübergreifenden Arbeitsgruppen: ab 2002 Sekretär der Kroationgruppe, 2005–07 stellvertretender Vorsitzender der Frankreichgruppe und ab 2006 Sekretär der Belgiengruppe.
Er war von 1997 bis 99 Mitglied der britischen Delegation der Parlamentarischen Versammlung des Konzils der Europäischen Union und Präsident der Anglo-Belgischen Gesellschaft.

## Ehen und Nachkommen
In erster Ehe heiratete er am 3. April 1961 Loretta Maria Olga Hildegarde Reali; die Ehe wurde 1970 geschieden. In zweiter Ehe heiratete er am 10. Dezember 1970 Gabrielle Katharina Raab; die Ehe wurde 1897 geschieden. Am 27. Juni 1987 heiratete er in dritter Ehe Elizabeth Scott und am 28. Oktober 1993 in vierter Ehe Dagmar Langbehn. Aus erster Ehe hat er eine Tochter und aus zweiter Ehe zwei Töchter. Mangels männlicher Nachkommen ist sein Cousin Richard Grenfell (* 1966) als Heir Presumptive voraussichtlicher Erbe seines Adelstitels.

## Orden und Ehrenzeichen
- Ritter der Ehrenlegion (Frankreich)
- Médaille d’Honneur du Sénat (Frankreich)
- Großes Bundesverdienstkreuz (4. Juli 2008, Deutschland)
- Kommandeur des Kronenordens (Belgien)
- Fürst-Branimir-Orden mit Halsband (Kroatien)[8]

## Werke
- Margot. ISBN 0881910023, 1984.
- The Gazelle.  ISBN 1857768256, 2004.